# خافيير باسكوال
خافيير باسكوال (بالإسبانية: Xavier Pascual Vives)‏ هو مدرب كرة سلة إسباني، ولد في 9 سبتمبر 1972 في غافا في إسبانيا.

## روابط خارجية
- خافيير باسكوال على موقع الدوري الإسباني لكرة السلة (الإسبانية)